# Moriguchi
Moriguchi (jap. 守口市 Moriguchi-shi) – miasto w Japonii, na wyspie Honsiu (Honshū), w prefekturze Osaka.

## Położenie
Miasto leży w północno-wschodniej części prefektury nad rzekami Yodo i Neya. Graniczy z:
- Osaką
- Settsu
- Neyagawą
- Kadomą

## Historia
Miasto otrzymało status miejski na poziomie -shi (市) w dniu 1 grudnia 1946 roku.

## Przedsiębiorstwa
W mieście mają swoje główne siedziby:
- Sanyo
- Panasonic Corporation

## Miasta partnerskie
- Kanada: New Westminster
- Chiny: Zhongshan